# Theretra gnoma
Theretra gnoma är en fjärilsart som beskrevs av Fabricius 1775. Theretra gnoma ingår i släktet Theretra och familjen svärmare. Inga underarter finns listade i Catalogue of Life.

## Bildgalleri

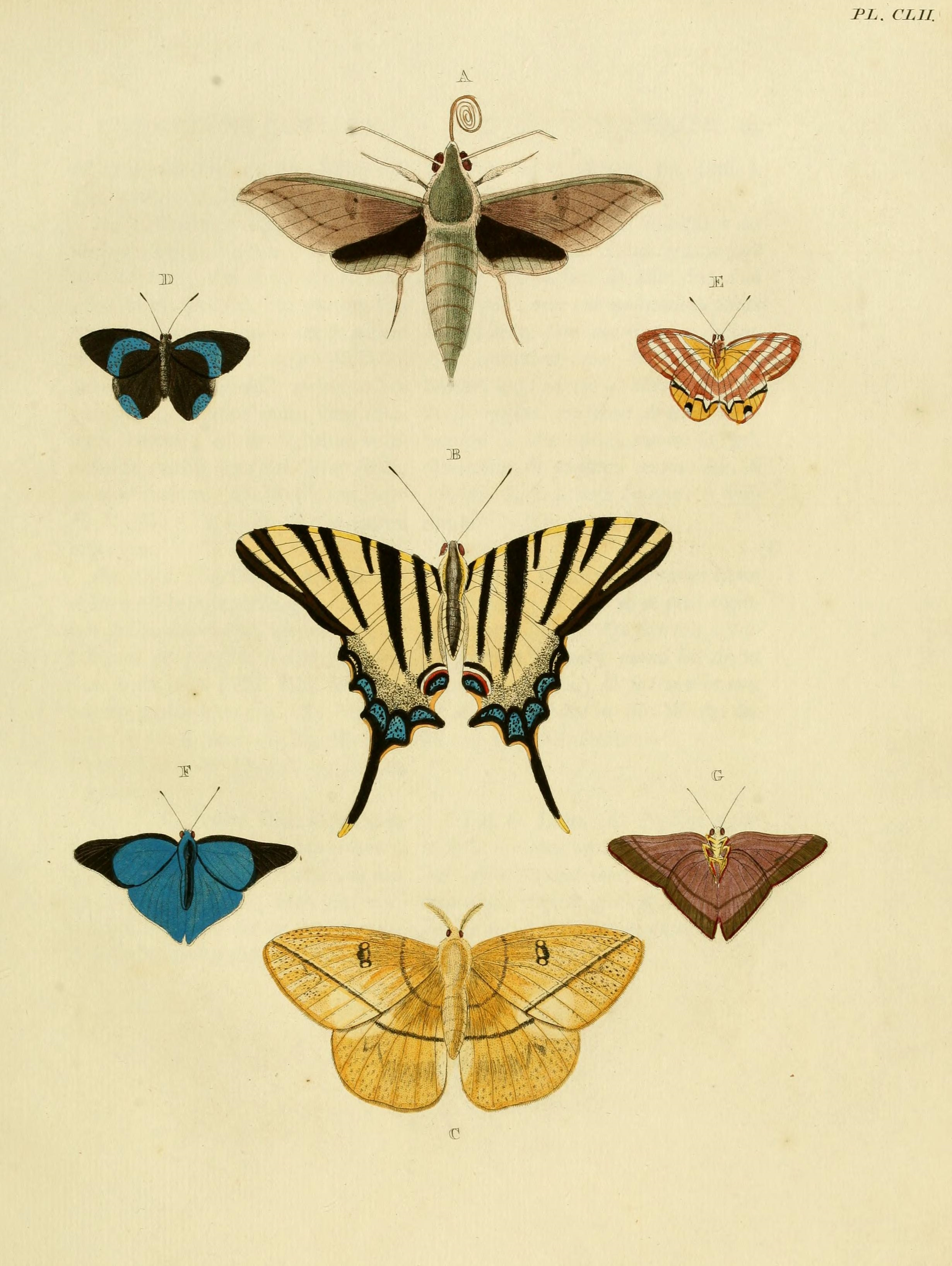